# Melchora Aquino

Melchora Aquino

Melchora Aquino de Ramos (* 6. Januar 1812 in Caloocan; † 2. März 1919 in Quezon City) war eine philippinische Revolutionärin, die in der Geschichte des Inselstaates als Tandang Sora („Tandang“ leitet sich ab von dem Wort matanda aus der Sprache Tagalog und bedeutet alt) bekannt war, da sie bei Ausbruch der Philippinischen Revolution im Jahre 1896 bereits 84 Jahre alt war.
Für ihren mutigen Beitrag zur Geschichte der Philippinen gewann sie den Titel Grand Woman of the revolution (Große Frau der Revolution) und wurde zu einer Volksheldin ihres Landes.

## Früher Lebensabschnitt
Aquino wurde am 6. Januar 1812 in Caloocan geboren. Sie war die Tochter von Juan und Valentina de Aquino, einer Landarbeiterfamilie, die niemals die Möglichkeit hatte, zur Schule zu gehen. Trotzdem hatte sie eine geringe Bildung erhalten, die ihr ermöglichte zu Lesen und zu Schreiben. Zudem war sie sehr talentiert für den Gesang. Sie trat bei lokalen Feierlichkeiten auf und sang in der Kirche bei der Heiligen Messe.
Sie heiratete Fulgencio Ramos, einen cabeza de barangay (Ortsvorsteher) und hatte mit ihm insgesamt sechs Kinder. Ramos starb, als ihr jüngstes gemeinsames Kind gerade sieben Jahre alt war. Als alleinstehende Mutter sorgte sie für ihre Kinder, indem sie Reis und Zuckerrohr anbaute.

## Beteiligung an der Revolution
Durch ihren Sohn, der ein Mitglied des Katipunan war, einer geheimen Organisation, die unter der Führung von Andrés Bonifacio die Unabhängigkeit der Philippinen von der spanischen Kolonialherrschaft anstrebte, kam Melchora mit revolutionären Kräften in Berührung. Als im Jahre 1896 die Philippinische Revolution in ihrer Provinz ausbrach, entschloss sie sich, die Aufständischen aktiv zu unterstützen.
In ihrem Heimatort hatte sie ein kleines Lager, das schnell zu einer Zufluchtstätte für kranke und verwundete Revolutionäre wurde. Sie verpflegte die Verwundeten, gab ihnen medizinische Behandlung und ermutigte die revolutionären Kämpfer mit ihren mütterlichen Ratschlägen und Gebeten. In ihrem Haus fanden zudem die geheimen Treffen der Katipuneros statt. Auf diese Art verdiente sie sich den Titel Mother of the Katipunan (Mutter der Katipunan).
Als den Spaniern das Ausmaß und der Ort ihrer Aktivitäten bekannt wurden, schickten sie ein Kommando zu ihrer Festnahme. Am 29. April 1896 wurde sie der Unterstützung der Aktivitäten des Katipunan angeklagt und, trotz ihres fortgeschrittenen Alters von 84 Jahren, in das Gefängnis Bilibid in Manila gesperrt. Hier wurde sie verhört, aber trotz ihrer Lage, hielt sie an ihren Überzeugungen fest und stand zu ihrer Beteiligung an der Revolution und ihrer Unterstützung der Katipunan. Kurz darauf versuchte sie nach Novaliches zu fliehen, doch wurde sie von zivilen Wachen ergriffen und zu weiteren Verhören zurück ins Gefängnis Bilibid gebracht. Nach einiger Zeit deportierte sie die spanische Autorität auf die Inseln der Marianen.
Nachdem die Vereinigten Staaten 1898 die Kontrolle über die Philippinen erlangten, kehrte Aquino 1903 zusammen mit anderen Verstoßenen aus ihrem Exil auf die Philippinen zurück. Hier lebte sie bis zu ihrem Tod im Alter von 107 Jahren, am 2. März 1919, im Hause ihrer Tochter in Quezon City. Ihr Leichnam ist ihrem eigenen Hinterhof begraben und der Begräbnisplatz kann heute als öffentlicher Friedhof unter dem Namen Himlayang Pilipino besichtigt werden.

## Nachruhm
Als Zeichen der Anerkennung ihrer Verdienste wurden ein Distrikt und eine Straße von Quezon City nach ihr benannt. Zudem ist ihr Profil auf der Fünf-Centavo-Münze abgebildet, die zwischen 1967 und 1992 gültig war.

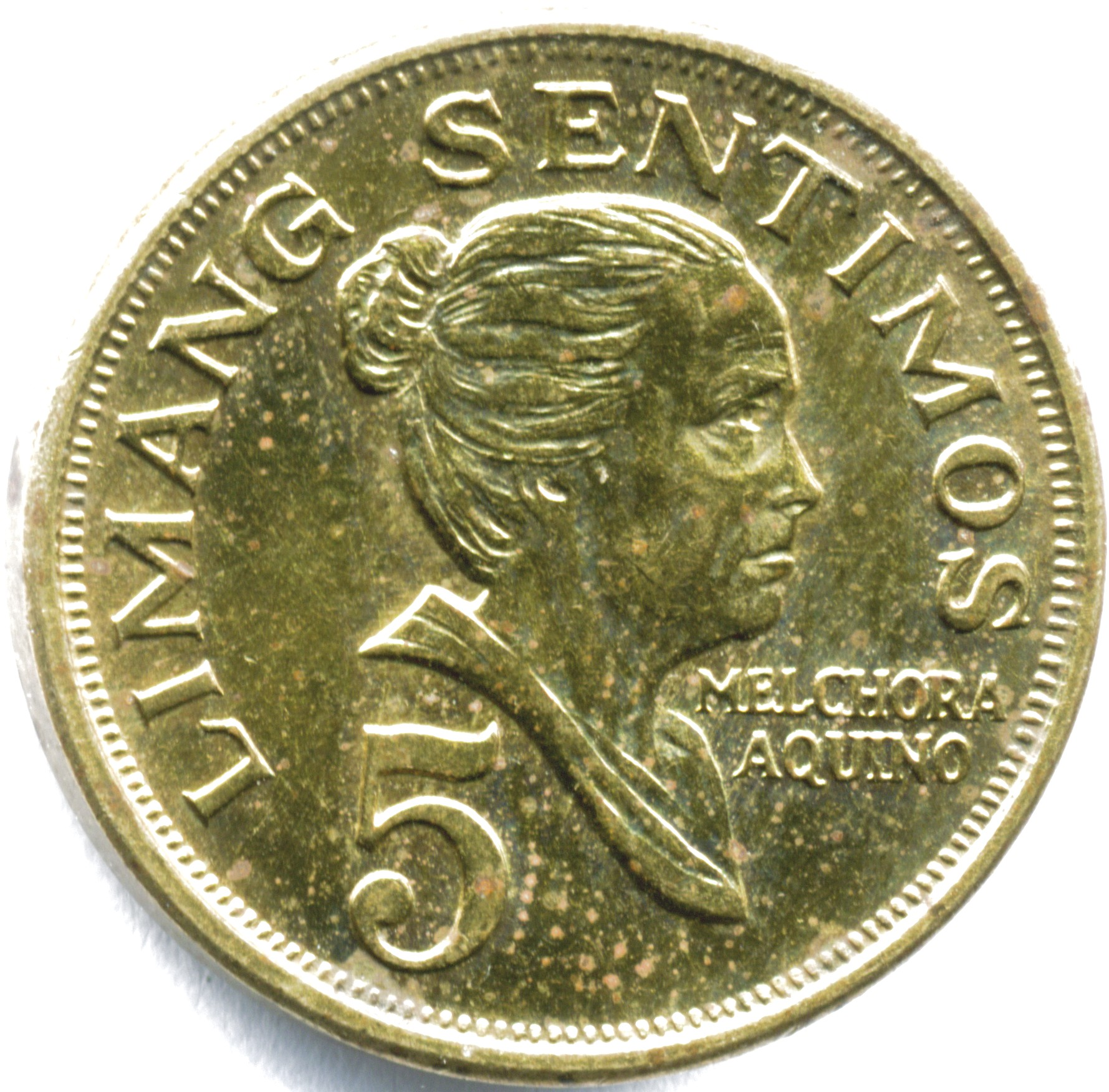